# Església de Sant Josep Oriol (Santa Coloma de Gramenet)
L'església de Sant Josep Oriol és un temple parroquial catòlic de Santa Coloma de Gramenet (Barcelonès), ubicat al carrer Francesc Macià, núm. 38. És una de les esglésies de l'arxiprestat de Gramenet, dintre de l'arquebisbat de Barcelona.
La parròquia va ser erigida canònicament per decret de l'arquebisbe Gregorio Modrego el 8 de setembre de 1965. Inicialment va tenir com a seu l'antiga església que anteriorment havia estat la seu de la parròquia de Santa Coloma, la primera del municipi, que va traslladar-se a una nova església a principis de segle XX amb el creixement de la vila. Aquest temple d'estil barroc, molt malmès durant la guerra civil, va ser finalment enderrocat als anys seixanta per construir l'edifici actual. L'edifici, construït durant la primera meitat de la dècada de 1970, no destaca arquitectònicament; l'element més remarcable és el seu presbiteri, que va ser decorat per l'artista Josep Grau-Garriga i està presidit per un impactant tapís de cotó en forma d'anyell esquitxat, que de fet representa Jesucrist. El 2012, la parròquia va acollir la celebració del 825è aniversari de consagració de la primera parròquia del municipi, abans ubicada en aquell indret; l'alcaldessa de la ciutat, Núria Parlon, va descobrir una placa commemorativa de l'efemèride.
El seu arxiu parroquial conserva els llibres sacramentals des de l'any 1966.